# Eleccions legislatives letones de 2002
Les eleccions legislatives letones de 2002 se celebraren el 5 d'octubre de 2002 per a renovar els 100 membres del Saeima. La participació fou del 71,52%, amb 997.754 dels 1.395.287 possibles votants. El partit més votat fou el Partit de la Nova Era, però continuà com a primer ministre de Letònia Andris Bērziņš (Via Letona) fins que dimití el desembre i fou substituït per dos governs de coalició d'Einars Repše i Indulis Emsis, fins que el desembre de 2004 fou nomenat el popular Aigars Kalvītis fins a les següents eleccions.

## Resultats
|         | |         |       |          |     |  |  |  |  |  |  |  |  |  |
| Partits | Partits | Vots    | %     | Escons   | +/- |  |  |  |  |  |  |  |  |  |
|         | Nova Era (Jaunais Laiks) | 237,452 | 23.9  | 26 / 100 | Nou |  |  |  |  |  |  |  |  |  |
|         | Pels Drets Humans en una Letònia Unida (Par Cilvēka Tiesībām Vienotā Latvijā) - Partit de l'Harmonia Nacional (Tautas Saskaņas Partija) - Partit Socialista Letó (Latvijas Sociālistiskā Partija) - Igualtat de Drets (Līdztiesība) | 189,088 | 19.0  | 25 / 100 | 9   |  |  |  |  |  |  |  |  |  |
|         | Partit Popular (Tautas partija) | 165,246 | 16.6  | 20 / 100 | 4   |  |  |  |  |  |  |  |  |  |
|         | Partit Letònia Primer (Latvijas Pirmā partija) | 94,752  | 9.5   | 10 / 100 | Nou |  |  |  |  |  |  |  |  |  |
|         | Unió de Verds i Agricultors (Zaļo un Zemnieku savienība) - Unió d'Agricultors Letons (Latvijas Zemnieku savienība) - Partit Verd de Letònia (Latvijas Zaļā partija)                                                                 | 93,759  | 9.4   | 12 / 100 | 12  |  |  |  |  |  |  |  |  |  |
|         | Per la Pàtria i la Llibertat/LNNK (Tēvzemei un Brīvībai/LNNK) | 53,396  | 5.4   | 7 / 100  | 10  |  |  |  |  |  |  |  |  |  |
|         | Via Letona (Latvijas Ceļš) | 48,430  | 4.9   | 0 / 100  | 21  |  |  |  |  |  |  |  |  |  |
|         | Partit Socialdemòcrata Obrer Letó (Latvijas Sociāldemokrātiskā strādnieku partija) | 39,837  | 4.0   | 0 / 100  | 14  |  |  |  |  |  |  |  |  |  |
|         | Llum de Latgale (Latgales Gaisma) | 15,948  | 1.6   | 0 / 100  | Nou |  |  |  |  |  |  |  |  |  |
|         | Unió Socialdemòcrata (Sociāldemokrātu Savienība) | 15,162  | 1.5   | 0 / 100  | Nou |  |  |  |  |  |  |  |  |  |
|         | Partit Socialdemòcrata del Benestar (Sociāldemokrātiska Labklājības Partija) | 13,234  | 1.4   | 0 / 100  | Nou |  |  |  |  |  |  |  |  |  |
| Total   | Total | 997,754 | 100.0 | 100      |     |  |  |  |  |  |  |  |  |  |